# Lothar Machtan

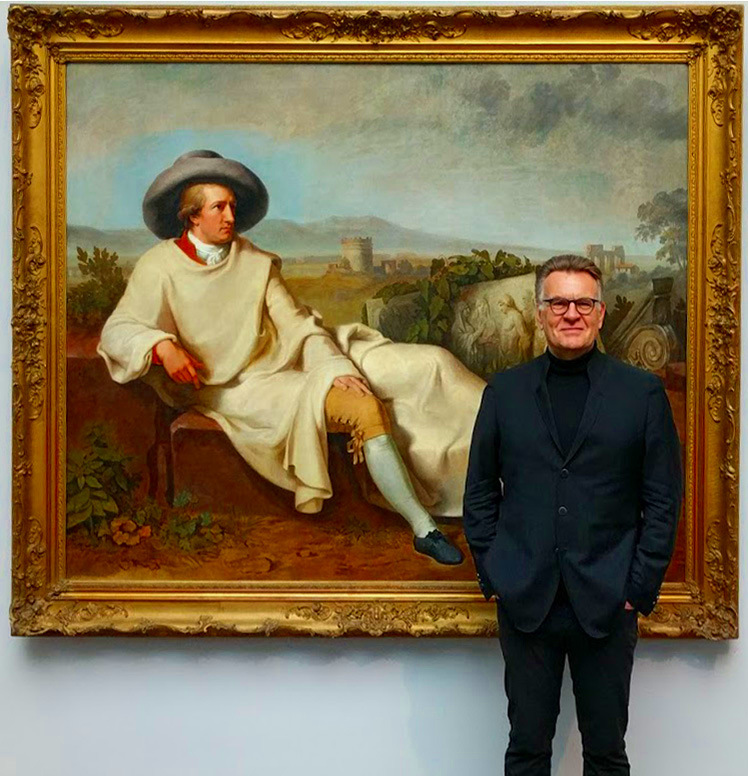
Lothar Machtan devant le tableau Goethe dans la campagne romaine (2018)

Lothar Makhtan (né le 4 octobre 1949 à Gelsenkirchen) est un historien, professeur d'université et auteur allemand. Il enseigne et fait des recherches en tant que professeur d'histoire moderne à l'Université de Brême jusqu'en 2015.

## Biographie
Machtan étudie l'histoire et les sciences politiques à l'université de Heidelberg. En 1978, il obtient son doctorat à l'université de Brême et son habilitation dix ans plus tard à Brême. Il y est nommé professeur. En plus de Brême, il fait des recherches et enseigne à Constance, Berlin, Cassel, Halle et au Collège McKenna de Claremont en Californie. Son objet de recherche se déplace de l'histoire sociale et de l'histoire de la politique sociale vers l'histoire politico-culturelle.
En tant qu'historien, Machtan traite principalement de l'histoire allemande des XIXe et XXe siècles, en se centrant principalement sur les aspects culturels de la politique. Il publie plusieurs livres de non-fiction chez des éditeurs généralistes. Ses spéculations sur l'homosexualité d'Adolf Hitler sont largement controversées. Le livre sur Hitler est traduit en 11 langues, mais contribue à ternir la réputation scientifique de Machtan. L'ouvrage biographique de 2013 Prince Max von Baden. Der letzte Kanzler des Kaisers attire l'attention. Machtan écrit aussi notamment pour Der Spiegel, Die Zeit et le Frankfurter Allgemeine Zeitung. Il travaille également comme organisateur d'expositions (Musée Bismarck de Bad Kissingen (de)) et comme réalisateur et scénariste.

## Travaux
- Streiks im frühen deutschen Kaiserreich. Campus, Frankfurt am Main/New York 1983.
- Bismarcks Tod und Deutschlands Tränen. Reportage einer Tragödie. Goldmann, München 1998.
- Bismarck. Deutsche Erinnerungsorte. Hrsg. von Etienne Francois und Hagen Schulze, Bd. II, München 2001, S. 86–104.
- Hitlers Geheimnis. Das Doppelleben eines Diktators. Alexander Fest Verlag, Berlin 2001,  (ISBN 978-3-8286-0145-1) (erweiterte Taschenbuchausgabe bei S. Fischer, Frankfurt am Main 2003,  (ISBN 978-3-596-15927-7).).
- Was Hitlers Homosexualität bedeutet. Anmerkungen zu einer Tabugeschichte. Zeitschrift für Geschichtswissenschaft, 51. Jg., 2003, S. 334–351.
- Der Kaisersohn bei Hitler. Hoffmann und Campe, Hamburg 2006,  (ISBN 978-3-45509484-8).
- Die Abdankung. Wie Deutschlands gekrönte Häupter aus der Geschichte fielen. Propyläen, Berlin 2008,  (ISBN 978-3-549-07308-7).
- Deutschlands gekrönter Herrscherstand am Vorabend des Ersten Weltkrieges. Ein Inspektionsbericht zur Funktionstüchtigkeit des deutschen Monarchie-Modells. Zeitschrift für Geschichtswissenschaft, 58. Jg., 2010, S. 222–241.
- Prinz Max von Baden. Der letzte Kanzler des Kaisers. Suhrkamp, Berlin 2013,  (ISBN 978-3-518-42407-0).
- Autobiografie als geschichtspolitische Waffe. Die Memoiren des letzten kaiserlichen Kanzlers Max von Baden. Vierteljahrshefte für Zeitgeschichte, Heft 4/2013, S. 481–512.
- Die Abdankung. Wie Deutschlands gekrönte Häupter aus der Geschichte fielen. Neuausgabe DTV, München 2016,  (ISBN 978-3-423-28085-3).
- Der Endzeitkanzler. Prinz Max von Baden und der Untergang des Kaiserreichs. Konrad Theiss Verlag, Stuttgart 2018,  (ISBN 978-3-8062-3660-6).
- Kaisersturz. Vom Scheitern im Herzen der Macht. wbg Theiss, Darmstadt 2018,  (ISBN 978-3-8062-3760-3).
- Zeitenwende ohne Beglaubigung. Oder: Die Scheidemann-Legende, in: Martin Sabrow (Hrsg.): Revolution! Verehrt – verhasst – vergessen, Göttingen 2019, S. 25–62.
- Der Kronprinz und die Nazis. Hohenzollerns blinder Fleck. Duncker & Humblot, Berlin 2021,  (ISBN 978-3-428-18394-4)

## Filmographie (sélection)
- 2018 : Kaisersturz (de)